# Selección de rugby league de Escocia

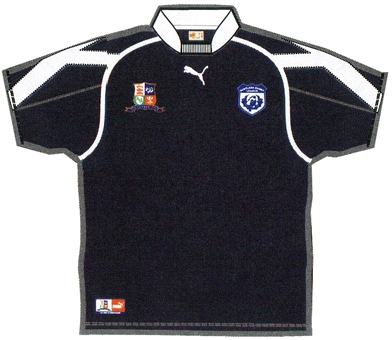
Camiseta de Escocia

La Selección de rugby league de Escocia representa a Escocia en competiciones de selecciones nacionales de rugby league. 
Su apodo es "The Bravehearts", y utiliza vestimenta azul con vivos blancos.
El ente encargado de la selección es la Scotland Rugby League.
Está afiliado a la Rugby League European Federation. 
Ha clasificado en cinco ocasiones a la Copa del Mundo de Rugby League, en la que no ha podido avanzar de la fase de grupos.
Hasta 1992, fue representado en el mundial por la Selección de rugby league de Gran Bretaña.

## Palmarés
Campeonato Europeo de Rugby League
- Campeón (1): 2014

## Participación en copas
| - 1954 al 1995: sin participación - 2000 : fase de grupos - 2008 : fase de grupos - 2013 : fase de grupos - 2017 : fase de grupos - 2021 : fase de grupos - 1995 : fase de grupos - 2016 : 4° puesto | - 2003 : 2° puesto grupo A - 2004 : 2° puesto grupo A - 2005 : 3° puesto grupo A - 2009 : 2° puesto - 2010 : 3° puesto - 2012 : 3° puesto - 2014 : Campeón - 2015 : 4° puesto - 2018 : 4° puesto |